# Alex Groesbeck

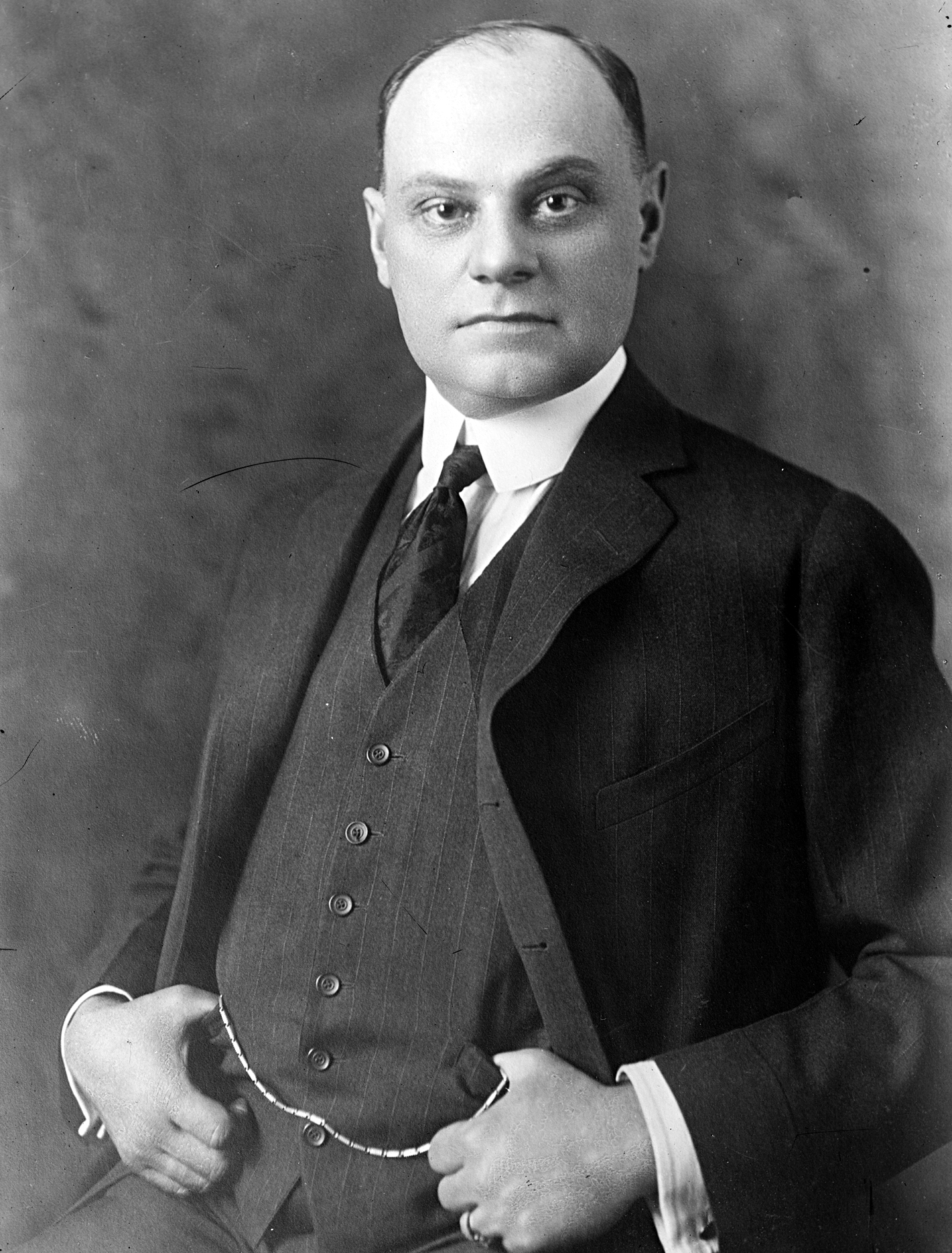
Alex Groesbeck.

Alexander Joseph "Alex" Groesbeck, född 7 mars 1873 i Warren, Michigan, död 10 mars 1953 i Detroit, var en amerikansk republikansk politiker. Han var guvernör i delstaten Michigan 1921–1927.
Efter skolgång i Michigan och i Ontario avlade Groesbeck 1893 juristexamen vid University of Michigan. Sin advokatpraktik öppnade han i Detroit.
Groesbeck tillträdde 1917 som delstatens justitieminister (Michigan Attorney General). I guvernörsvalet 1920 besegrade han tidigare guvernören Woodbridge N. Ferris. År 1922 omvaldes Groesbeck mot Alva M. Cummins och 1924 mot Edward Frensdorf. Utmanaren Fred Green besegrade honom i republikanernas primärval inför guvernörsvalet 1926.
Groesbeck var av holländsk och fransk härkomst. Han gravsattes på Woodlawn Cemetery i Detroit.